# Johnny Ace
John Marshall Alexander Jr. (Memphis, Tennessee, 9 juni 1929 – Houston, Texas, 25 december 1954) was een Amerikaanse rhythm-and-blueszanger die bekend werd onder de artiestennaam Johnny Ace.

## Loopbaan
Nadat Alexander afzwaaide uit de Amerikaanse marine als veteraan van de Koreaanse Oorlog, trad hij als pianist toe tot de band van bandleider Adolph Duncan. Kort daarna stapte hij over naar de band van B.B. King. Toen King naar Los Angeles verhuisde en de zanger van de band, Bobby Bland, in dienst van het leger trad nam hij als Johnny Ace de vocalen voor zijn rekening en hernoemde hij de band tot the Beale Streeters, naar de straat in Memphis waar veel opgetreden werd. Hij nam tegelijkertijd Kings radioshow bij WDIA over.
In 1952 sloot hij een platencontract met Duke Records en nam vervolgens een reeks goed scorende hitsingles op met onder meer Cross My Heart, Please Forgive Me, The Clock, Yes, Baby, Saving My Love for You en Never Let Me Go. In 1955 had hij reeds meer dan 1.750.000 albums verkocht. Gedurende deze succestijd was Johnny Ace vrijwel constant aan het touren.

## Overlijden
Gedurende zijn tour door Amerika trad Johnny Ace op eerste kerstdag 1954 op in het City Auditorium in Houston. Gedurende een pauze tijdens het optreden speelde 'Ace' met een .32-kaliber revolver. Zijn bandleden getuigden dat Ace dit vaker deed en soms vanuit een auto op verkeersborden schoot.
Bassist Curtis Tillman, die het tafereel aanschouwde, verklaarde dat Ace had gedronken en dat iemand hem waarschuwde dat hij voorzichtig moest doen met het vuurwapen waarmee hij zwaaide. Ace zou gezegd hebben dat hij zich geen zorgen hoefde maken, omdat het wapen ongeladen was. Vervolgens richtte hij het lachend op zijn hoofd en schoot zichzelf ermee dood.

## Discografie

### Singles
Singles (78- en 45-rpm) bij Duke Records
- "My Song" / "Follow the Rule" (1952)
- "Cross My Heart" / "Angel" (1953)
- "The Clock" / "Aces Wild" (1953)
- "Saving My Love for You" / "Yes, Baby" (1954)
- "Please Forgive Me" / "You've Been Gone So Long" (1954)
- "Never Let Me Go" / "Burley Cutie" (instrumentaal) (1954)
- "Pledging My Love" / "Anymore" / "No Money" (1955)
- "Anymore"/ "How Can You Be So Mean" (1955)
- "So Lonely" / "I'm So Crazy, Baby" (1956)
- "Don't You Know" / "I Still Love You So" (1956)

Single (78- en 45-rpm) bij Flair Records
- "Mid Night Hours Journey" (Johnny Ace) / "Trouble and Me" (Earl Forest) (1953)

### Albums
Studioalbums en compilaties met uitsluitend of veelal opnames door Johnny Ace
- Johnny Ace Memorial Album, Duke (1955)
- Johnny Ace: Pledging My Love, Universal Special Products (1986)
- Johnny Ace: The Complete Duke Recordings, Geffen (2004)
- The Chronological Johnny Ace: 1951–1954, Classics (2005)
- Johnny Ace: Essential Masters, Burning Fire, digital download (2008)

- Bibliothèque nationale de France: cb139465076 (data)
- Gemeinsame Normdatei: 121337383
- International Standard Name Identifier: 0000 0000 8350 8117
- Library of Congress Control Number: no95040637
- MusicBrainz: 0bc7efef-33dd-4d83-8bd0-f9608b158157
- Nederlandse Thesaurus van Auteursnamen: 191739111
- Virtual International Authority File: 2662023
- WorldCat: E39PBJg8FC6cPMcWQ78YkRbfMP